# Luigi Bruins
Luigi Bruins (ur. 9 marca 1987 w Rotterdamie) – piłkarz holenderski pochodzenia włoskiego grający na pozycji lewego pomocnika.

## Kariera klubowa
Bruins urodził się w Rotterdamie w rodzinie pochodzenia włoskiego. Piłkarską karierę rozpoczął także w tym mieście, w tamtejszym klubie SBV Excelsior. Po zakończeniu wieku juniora awansował do pierwszej drużyny i 28 stycznia 2005 zadebiutował w rozgrywkach Eerste Divisie wyjazdowym meczem z FC Eindhoven (0:3). Był to jego jedyny mecz w tamtym sezonie, ale już w sezonie 2005/2006 stał się podstawowym graczem Excelsioru i wywalczył z nim awans do Eredivisie. Na boiskach pierwszej ligi Holandii Bruins swój pierwszy mecz rozegrał 19 sierpnia 2006, a Excelsior uległ 0:1 Rodzie JC Kerkrade. W całym sezonie zdobył dla Excelsioru 6 bramek przyczyniając się do pozostania klubu w ekstraklasie.
Latem 2007 Bruins otrzymał oferty z Ajaksu, AZ Alkmaar, PSV Eindhoven, Feyenoordu i Tottenhamu Hotspur. Ostatecznie wybrał jednak Feyenoord, z którym podpisał 4-letni kontrakt. Zadebiutował w nim 19 sierpnia 2007 w meczu z Utrechtem (3:0), w którym zdobył gola.
| Sezon   | Klub              | Kraj     | Rozgrywki      | Mecze | Bramki | Rozgrywki Europy | Mecze | Bramki |
| ------- | ----------------- | -------- | -------------- | ----- | ------ | ---------------- | ----- | ------ |
| 2004/05 | SBV Excelsior     | Holandia | Eerste Divisie | 1     | 0      | –                | –     | –      |
| 2005/06 | SBV Excelsior     | Holandia | Eerste Divisie | 35    | 4      | –                | –     | –      |
| 2006/07 | SBV Excelsior     | Holandia | Eredivisie     | 30    | 6      | –                | –     | –      |
| 2007/08 | Feyenoord         | Holandia | Eredivisie     | 27    | 6      | –                | –     | –      |
| 2008/09 | Feyenoord         | Holandia | Eredivisie     | 22    | 1      | Liga Europa UEFA | 3     | 0      |
| 2009/10 | Feyenoord         | Holandia | Eredivisie     | 21    | 2      | –                | –     | –      |
| 2010/11 | Feyenoord         | Holandia | Eredivisie     | 20    | 2      | Liga Europa UEFA | 2     | 0      |
| 2011/12 | Red Bull Salzburg | Austria  | Bundesliga     | 3     | 0      | –                | –     | –      |
| 2011/12 | SBV Excelsior     | Holandia | Eredivisie     | 9     | 2      | –                | –     | –      |
| 2012/13 | OGC Nice          | Francja  | Ligue 1        | 10    | 1      | –                | –     | –      |
| 2013/14 | OGC Nice          | Francja  | Ligue 1        | 12    | 0      | –                | –     | –      |

Stan na: koniec sezonu 2013/2014

## Kariera reprezentacyjna
W 2007 roku Bruins został powołany przez Foppe de Haana do reprezentacji Holandii U-21 na Młodzieżowe Mistrzostwa Europy. Na tym turnieju był podstawowym zawodnikiem i grał w grupowych meczach, półfinale z Anglią (1:1, karne 13:12), a także w finale z Serbią. W tamtym spotkaniu strzelił czwartego gola dla Holendrów którzy wygrywając 4:1 zdobyli mistrzostwo Europy.